# Лошницкий сельсовет
Лошницкий сельсовет — административная единица на территории Борисовского района Минской области Белоруссии. Административный центр — агрогородок Лошница.

## История
28 июня 2013 года в состав сельсовета вошли 7 населённых пунктов упразднённого Новосёлковского сельсовета.

## Состав
Лошницкий сельсовет включает 23 населённых пунктов:
- Большие Негновичи — деревня
- Бояры — деревня
- Валентиново — деревня
- Вышний Стан — деревня
- Голубы — деревня
- Гребло — деревня
- Заболотница — деревня
- Замужанье — деревня
- Зарослое — деревня
- Зорька — деревня
- Липники — деревня
- Лобачиха — деревня
- Лошница — агрогородок
- Малые Негновичи — деревня
- Млёхово — деревня
- Мужанка — деревня
- Новосады — деревня
- Новосёлки — агрогородок
- Приямино — деревня
- Протасовщина — деревня
- Ранное — деревня
- Ратутичи — деревня
- Шилино — деревня